# Minsener Oog
Minsener Oog, también Minser Oog o Minsener Oldeoog, es una isla deshabitada de Frisia Oriental, que pertenece a la parroquia de Wangerooge en el distrito del norte de Alemania de Frisia. Se ha ampliado artificialmente mediante la construcción de espigones.
La isla está situada a sólo dos kilómetros al sureste de la isla de Wangerooge, de la cual está separada por el arroyo de Blaue Balje, a cuatro kilómetros al norte de la península.

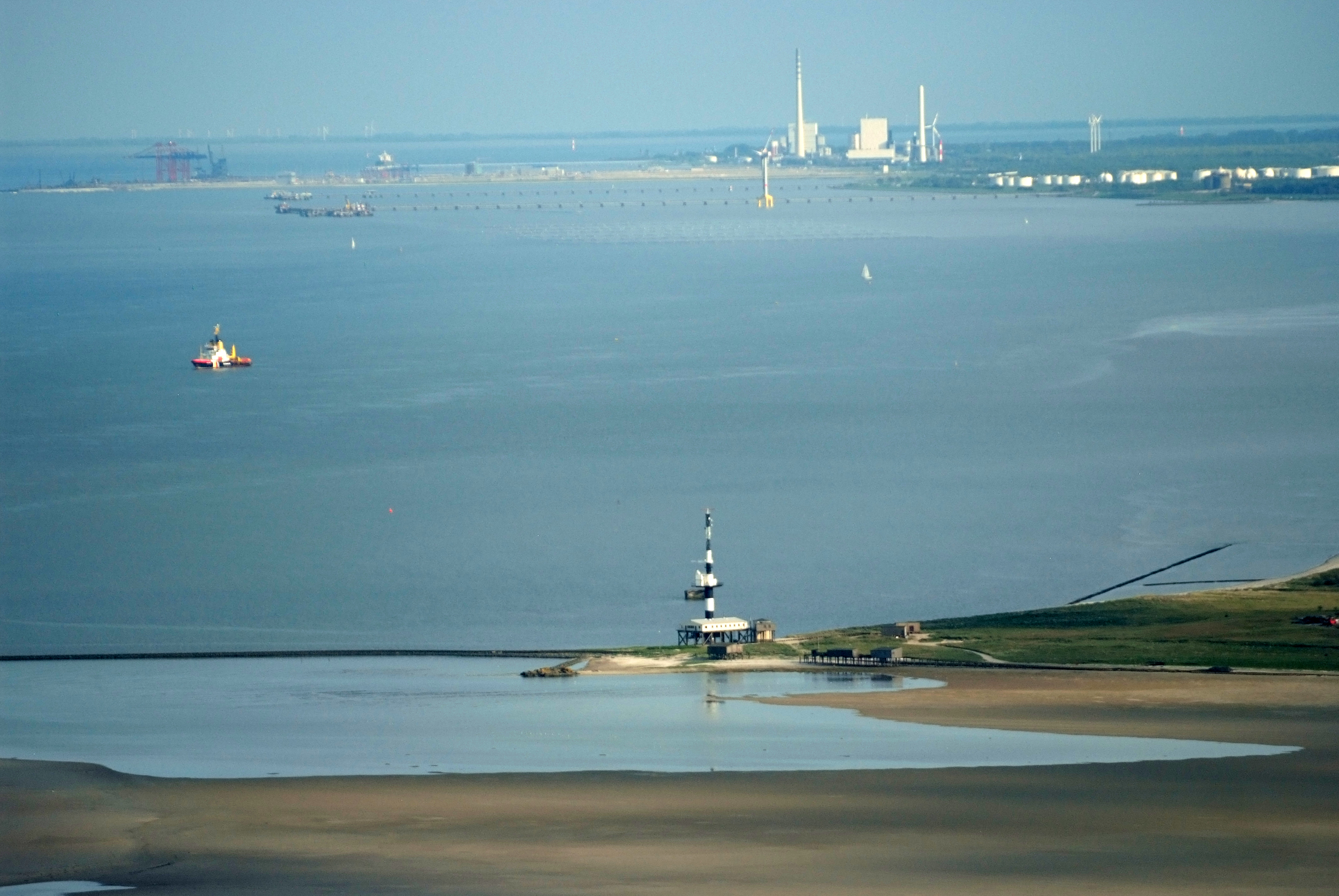
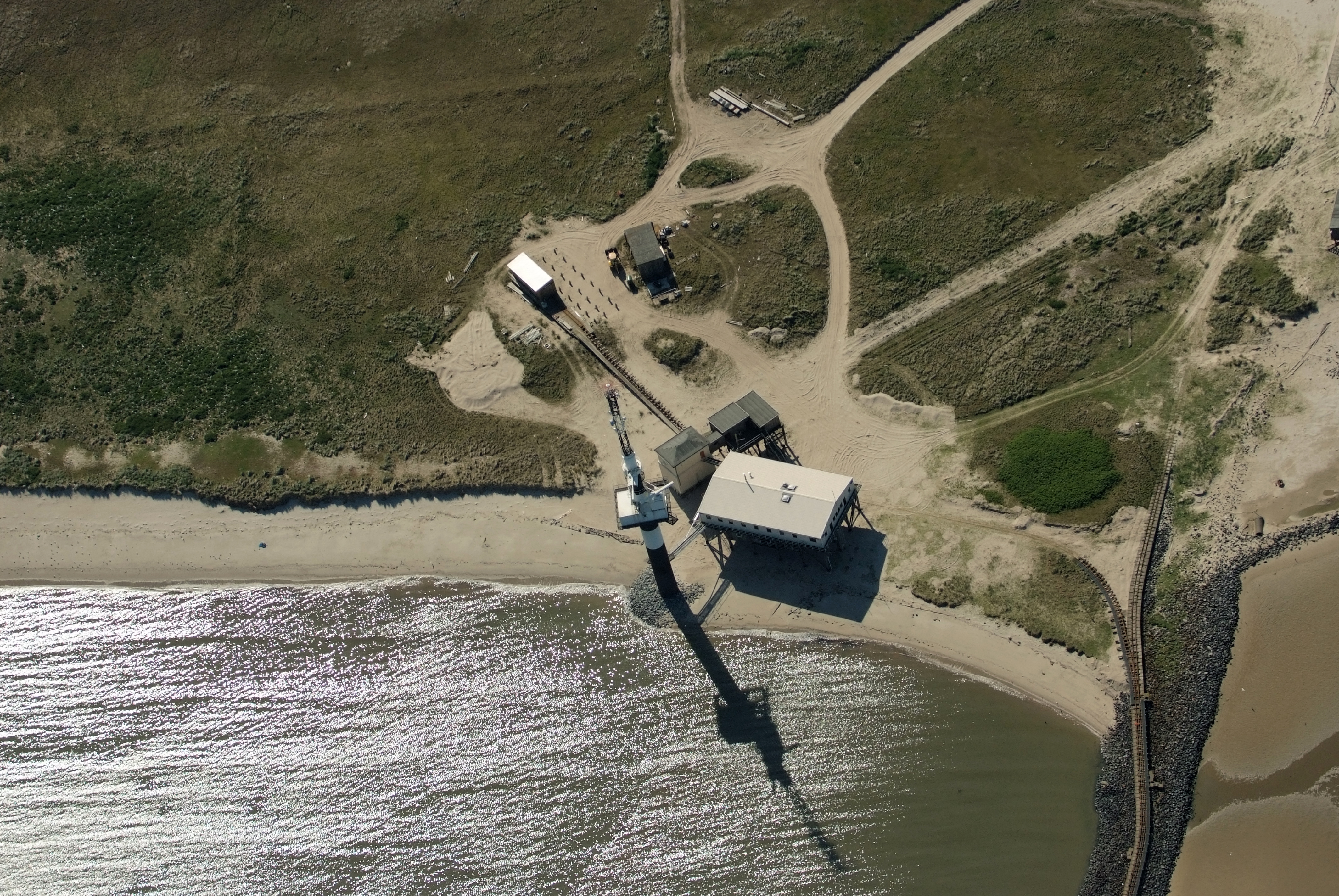
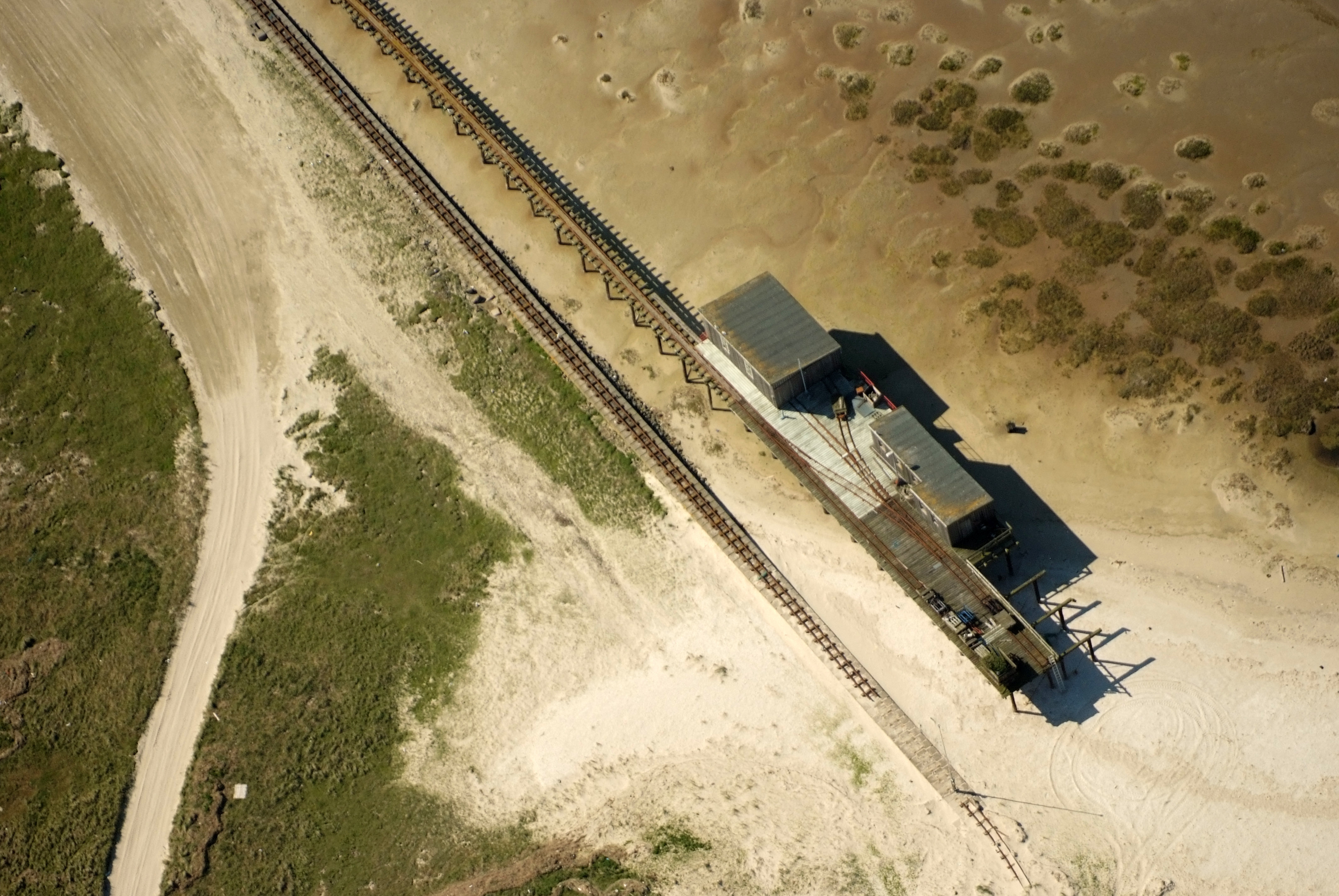
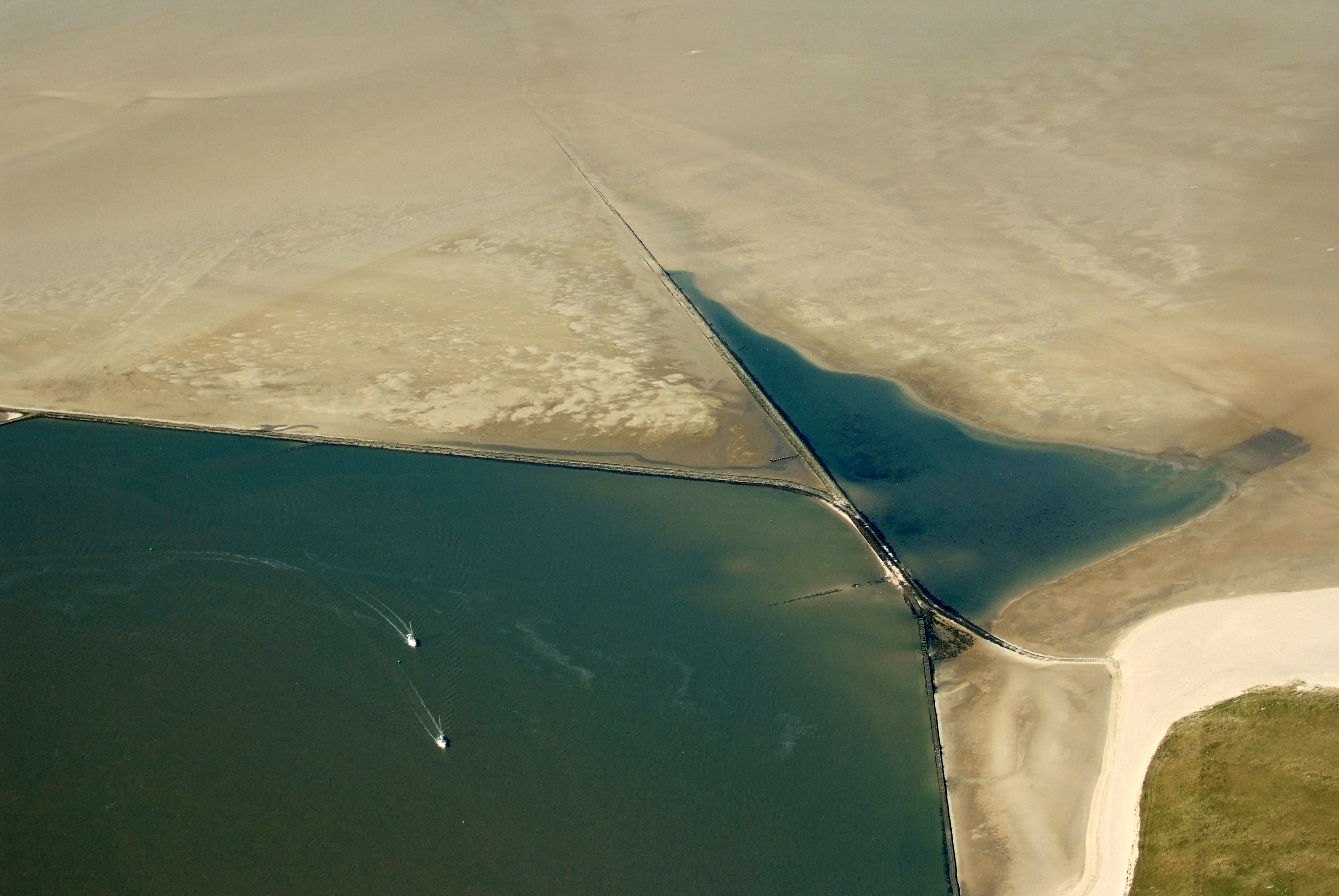